# Cacatua sulphurea
La cacatúa sulfúrea (Cacatua sulphurea) es una especie de ave de la familia de las cacatúas y miembro del género Cacatua en grave peligro de extinción. Es endémica de Timor Oriental e Indonesia (islas menores de la Sonda y Célebes). Habita en bosques y en las series de degradación de los mismos, hasta en zonas de cultivo.
Su población se estimó en 2007 en menos de 7000 ejemplares, siendo en la isla de Sumba donde se concentran la mayor parte de los ejemplares. Las poblaciones de Komodo, Célebes, Buton, Moyo y Timor Oriental son las siguientes en importancia. El declive de esta especie se dio de forma muy pronunciada durante el siglo XX a causa de su captura indiscriminada para su venta como mascota; la deforestación de sus hábitats es un factor que ha potenciado su declive.